# Willas Vilde Dyr
Willas Vilde Dyr (engelsk: Willa's Wild Life) er en canadisk animeret tv-serie. Serien er baseret på Dan Yaccarinos bog An Octopus Followed Me Home. Den handler om den 9-årige pige, Willa, som har nogle usædvanlige kæledyr. Hendes kæledyr er bl.a. en giraf, to elefanter, en alligator, tre pingviner og mange andre eksotiske dyr. 
Serien blev oprindeligt sendt fra 2008-2013 på qubo i USA og Tiny Pop i Storbritannien. Serien blev vist første gang på dansk tv i 2010.
| Fjernsyn | Spire Denne artikel om et tv-program er en spire som bør udbygges. Du er velkommen til at hjælpe Wikipedia ved at udvide den. |